# كونيو أوغاوا
كونيو أوغاوا (باليابانية: 小川国夫) (21 ديسمبر 1927، فوجيدا في اليابان - 8 أبريل 2008، شيزوكا في اليابان)؛ كاتب وروائي ياباني. درس في جامعة طوكيو.